# Stir the Blood
Stir the blood est le troisième album du groupe américain The Bravery. L'album est sorti aux États-Unis le 1er décembre 2009. Il contient les singles Slow Poison et I Am Your Skin.

## Liste des chansons
1. Adored (3:40)

2. Song For Jacob (3:23)

3. Slow Poison (3:32)

4. Hatefuck (2:56)

5. I Am Your Skin (3:01)

6. She's So Bendable (2:23)

7. The Spectator (3:50)

8. I Have Seen The Future (3:14)

9. Red Hands And White Knuckles (3:25)

10. Jack-O'-Lantern Man (2:50)

11. Sugar Pill (3:27)